# Рицежево
Рицежево (пол. Rycerzewo, нім. Rittershof) — село в Польщі, у гміні Пакосць Іновроцлавського повіту Куявсько-Поморського воєводства.
Населення — 105 осіб (2011).
У 1975-1998 роках село належало до Бидгощського воєводства.

## Демографія
Демографічна структура станом на 31 березня 2011 року:
|          | Загалом | Допрацездатний вік | Працездатний вік | Постпрацездатний вік |
| -------- | ------- | ------------------ | ---------------- | -------------------- |
| Чоловіки | 48      | 13                 | 29               | 6                    |
| Жінки    | 57      | 12                 | 31               | 14                   |
| Разом    | 105     | 25                 | 60               | 20                   |